# Coral (Pensilvania)
Coral es un lugar designado por el censo ubicado en el condado de Indiana en el estado estadounidense de Pensilvania. En el año 2010 tenía una población de 325 habitantes y una densidad poblacional de 812,5 personas por km².

## Geografía
Coral se encuentra ubicado en las coordenadas 40°30′6″N 79°10′27″O / 40.50167, -79.17417. Según la Oficina del Censo de los Estados Unidos, Coral tiene una superficie total de 0,17 mi² (0,4 km²), de la cual 0,17 mi² (0,4 km²) corresponden a tierra firme y 0 mi² (0 km²) es agua.